# Ланговой, Алексей Петрович
Алексей Петрович Ланговой (1856—1939) — доктор медицины, профессор Московского университета, гласный Московской городской думы, коллекционер.

## Биография
Алексей Петрович Ланговой — второй сын московского купца 1-й гильдии Петра Емельяновича Лангового и его супруги Елизаветы Саввишны. Кроме него в семье было ещё четверо сыновей и четыре дочери; Николай и Сергей стали профессорами соответственно Петербургского технологического института и Московского высшего технического училища, Александр — преподавателем в частной гимназии Франца Крейна, 2-й и 3-й московских мужских гимназиях.
В 1874 году Алексей окончил с золотой медалью 3-ю московскую гимназию.
Получив высшее медицинское образование, был врачом-терапевтом, затем профессором частной патологии и терапии, по другим сведениям — приват-доцентом медицинского факультета Московских высших женских курсов. Также источники указывают, что он был профессором Московского университета. Избирался гласным Московской городской думы.
В 1890-е годы он принимал деятельное участие в работе Московского общества любителей художеств. В 1903 году И. Е. Репин предложил включить его в Комиссию по приобретениям для Третьяковской галереи; в 1913 году он вошёл в Совет галереи.
Похоронен на Введенском (Немецком) кладбище в Москве (участок 13).

## Коллекционирование
Главным увлечением Алексея Петровича Лангового было коллекционирование картин русских художников (свыше 150 работ). Он был знаком со многими московскими художниками: В. А. Серовым, В. М. Васнецовым, И. С. Остроуховым и написал обширные воспоминания, опубликованные лишь частично. Особенно сблизился он с В. Д. Поленовым.
В собрании Лангового находились произведения А. Е. Архипова («Ледоход», этюд для картины «Лёд прошёл»; «Подёнщицы на чугунолитейном заводе», этюд для одноимённой картины; «Обратный»), С. А. Виноградова («Пастух»), К. А. Коровина («Мостик»), И. И. Левитана («Зимой в лесу», «Берёзовая роща»), В. М. Васнецова («Каменный век», «Никита Новгородский», «Страшный суд», «Аленушка»), С. В. Малютина («Ловля рыбы», «Перья золотые»), В. Г. Перова («Старушка», фрагмент варианта картины «Старики родители на могиле сына»), В. Д. Поленова («Харам-Эш-Шериф. Часть двора»; «Ранний снег», авторское повторение), И. М. Прянишникова («Мужской портрет»), А. А. Рылова («Вечер»), А. К. Саврасова («После грозы»), С. И. Светославского («Дворик»), В. И. Сурикова («Старуха, сидящая на земле», этюд для картины «Утро стрелецкой казни»), И. И. Шишкина («Цветы на опушке леса», этюд для картины «Лес на берегу моря»), С. Д. Милорадовича («Старик»).
С Валентином Серовым коллекционера, который горел желанием иметь в своём собрании работу этого художника, познакомил по его просьбе Архипов. Позднее Ланговой так вспоминал о первой встрече с Серовым:

Наше свидание с художником состоялось в Школе в ноябре 1898 г. Серов произвёл на меня самое приятное впечатление: симпатичное, умное, выразительное лицо, говорит спокойно, с весом, очень находчиво; в случае надобности сумеет ответить ядовито.
Серов предложил мне акварель, изображающую натурщика Школы, по национальности сирийца. От этой вещи Левитан был в полном восторге и говорил, что он не придаёт значения, что руки не закончены. Акварель эту я приобрел и, воспользовавшись случаем, просил Серова иметь меня в виду и на будущее время. Серов ответил: «Ведь я больше пишу заказные портреты, так что у меня редко бывают свободные вещи, которые я мог бы продать. Вот, если хотите, могу написать Ваш портрет». Хотя мой портрет меня мало интересовал, но желание иметь ещё работу Серова заставило меня согласиться на это предложение…
В ноябре 1904 г. я получил от Валентина Александровича в подарок акварель «Генерал Топтыгин», которая воспроизводилась несколько раз. Эта акварель — выдающаяся вещь. Не говоря уже о пейзаже, о вихре, подхватившем тройку, необыкновенно исполнена фигура самого медведя, в которой ясно выражено, что он смущён всем происходящим, не понимает, что с ним произошло, сидит очень неуверенно и с трудом удерживает равновесие— Ланговой А. П. История моего собрания картин и знакомства с художниками // Валентин Серов в воспоминаниях, дневниках и переписке современников. — Л., 1971. — Т. 2. — С. 319, 320
Портрет А. П. Лангового, выполненный в 1904 году, находится, по непроверенным пока сведениям[уточнить], в одном из рижских музеев.
Собрание А. П. Лангового размещалось в его квартире на Мясницкой улице (д. 38). Практически вся его коллекция была передана в Третьяковскую галерею. Там же представлен более поздний (1914) портрет Алексея Петровича работы С. В. Малютина. 
Помимо картин у Лангового была хорошая библиотека по истории русского искусства — в ней насчитывалось до полутора тысяч книг. 
Кроме того, Ланговой занимался разведением цветов — как в Москве, так и на даче в Подмосковье: многие письма к И. Э. Грабарю наполнены восхищёнными отзывами о кампанулах и приглашениями приехать на дачу, чтобы нарисовать эти необыкновенно красивые растения. Алексей Петрович также увлеукался аквариумистикой, состоял действительным членом Московского общества любителей аквариума и комнатных растений, в сборниках трудов которого публиковались его статьи.

## Семья
- Жена — Ольга Николаевна.
- Дочь — Наталья Алексеевна Рославец; была увлечена идеями эсеров, но впоследствии работала с Я. М. Свердловым и Ф. Э. Дзержинским; в 1950 году была репрессирована и пять лет провела в Сибири.
- Сын — Александр Алексеевич Ланговой (1895—1964); офицер царской армии, после революции добровольно вступил в Красную Армию, был ранен под Каховкой, награждён орденом Красного Знамени; оказался одной из ключевых фигур операции «Трест»; в 1939 году приговорён как «английский шпион» к восьми годам лагерей[1].